# Skylark B
Skylark B, också Lerkan II, var kodnamn för en norsk hemlig radiostation i Trondheim under den tyska ockupationen under andra världskriget och upprätthölls mellan januari och september 1941.
Skylark B var en norsk spionsändare for brittiska Secret Intelligence Service, som opererade i Trondheimområdet. En andra spionsändare, Skylark A, eller Lerkan I, skulle operera i Osloområdet under Sverre Midskau (1914–1987) och med bland andra Knut Haukelid, men lyckades aldrig upprätta kontakt med England. De båda sändarna transporterades i september 1940 från Peterhead i Skottland till Florø i Sogn og Fjordane i Norge med fiskebåten Havlys av bland andra Erik Welle Strand (1915–2001) och Sverre Midskau. Lerken II skulle rapportera om tyska rörelser i framför allt Trondheims hamn och också om Norsk Hydros tillverkning av tungt vatten i Rjukan. Gruppen som skötte sändaren under Erik Welle Strand, och senare Egil Reksten (1917–2009) hade anknytning till Norges tekniske høgskole: bland andra studenterna Haakon Sørbye, Bjørn Rørholt, Einar Johansen, Baard Gunnar Hjelde och Olav Skeie.
Sändaren gick på 220 volts spänning, medan elnätet i staden Trondheim ovanligt nog hade 150 volts spänning. Därför måste Skylark B-gruppen söka sig till utanför staden för att kunna koppla in sig på kraftledningarna. Efter ett tag byggdes i stället sändaren om för ackumulatordrift. Batterierna laddades i staden och bars till sändarplatsen. 
Efter vissa inledande problem kom sändningarna till England från Skylark-B igång den 15 januari 1941, och därefter skede sändningar kontinuerligt, oftast med någon veckas mellanrum. I augusti–september kom Gestapo sändaren på spåret. En del av Lerken II-gruppen lyckades ta sig över gränsen till Sverige, men flera arresterades.

## Minnesmärken
Radioamatörer i Trondheim satte opp en minnesplakett i Bymarka väster om Trondheim på det ställe där Skylark B sände, vilken avtäcktes i september 1998 av Haakon Sørbye.
| ”                         | Til minne om fem NTH-studenter som under 2. verdenskrig sendte krigsviktige radiomeldinger til England fra dette stedet. Haakon Sørbye (LA8Y) Bjørn Arnold Rørholt (LA1GA) Einar Johansen Bård Gunnar Hjelde Olav Skeie | „ |
| – Text på minnesplaketten | |   |

I den gamla elektrobyggnaden på Norges teknisk-naturvetenskapliga universitet i Trondheim finns en muralmålning, som visar de dåtida NTH-studenterna Bjørn Rørholt och Håkan Sørbye som radioperatörer för Skylark B.